# Tannenbühl
Tannenbühl (toponimo tedesco) è una frazione del comune svizzero di Blumenstein, nel Canton Berna (regione dell'Oberland, circondario di Thun).

## Storia
Già comune autonomo istituito nel 1834 e appartenente al distretto di Thun, comprendeva anche le frazioni di Bodenzingen, Bühl e Reckenbühl e nel 1850 contava 385 abitanti; nel 1859 è stato accorpato a Blumenstein.